# Eois subpallida
Eois subpallida là một loài bướm đêm trong họ Geometridae.